# 中国地震局地质研究所
中国地震局地质研究所，是中国地震局下属的一个国家级研究所。

## 历史沿革
中国地震局地质研究所，前身为1950年至1951年期间组建的原中国科学院地质研究所。该所在南京组建完成，首批确定编制的科研人员仅8人。1954年，该所由南京迁北京，全所职工已经达到近100人。由于国家经济建设发展，对矿产资源的需求不断增加，地质科学发展迅速，所内人数逐年增加。在1958年至1959年期间，该所吸纳了大批科研辅助人员，该所职工人数曾最多达1100多人。
1966年初，中国科学院地球化学研究所在贵阳成立，地质研究所中约半数职工赴贵阳组建新所。1966年邢台地震后，该所科研工作重点转移到地震科研，职工总数又随科研需求发展到700多人，到1977年已达799人，其中科技人员524人。1971年，改隶中国地震局。1978年，经中科院和国家地震局协商，国务院将当时从事非地震研究部分的约310名员工划归中国科学院地质研究所；而该所同时更名国家地震局地质研究所，职工人数变为489人。1998年，再次更名为中国地震局地质研究所。
该研究所研究领域包括地质学、地球物理学、地球化学等，是多学科、综合性的地球科学研究机构，是中华人民共和国唯一以研究新构造运动和现今地球动力作用为主的国家级研究所。
该所建立了中国第一个构造物理实验室，开展地球内部介质物理力学性质、断层力学与地震机理的实验研究，并与地表构造变形和深部地球物理研究融合，发展地震动力学国家重点实验室；该实验室也是中国地震研究领域唯一的国家级重点实验室。该所首创活动构造大比例尺地质填图和定量研究技术，组织开展了对中国活动断裂的研究和对城市活动断层的探测，获得活动断层空间展布、几何结构等定量参数，为地震区划、工程建设和地震预测提供了重要的基础数据，在中国活动断层与地震成灾机理研究中发挥作用。该所发现和论证中国大陆存在具有喷发危险的活火山。此外，针对不同自然灾害的内在关联性和相互触发性，该所组织相关领域专家，系统调查和分析中国历史自然灾害，提出了综合减轻自然灾害的理念、思路和技术。

## 学术
该所以中国大陆地震构造环境与地震动力学为主攻方向，重点围绕五个科学技术问题开展研究：
- 揭示强震发生地点和强度为主要目标的地震构造环境研究；
- 探索强震孕育过程和机理为主要目标的地震动力学研究；
- 发展地震预测新方法为主要目标的对地观测技术综合研究；
- 认识火山喷发机理和火山灾害预测为主要目标的活动火山研究；
- 地震灾害综合防御和地震应急理论为主要目标的地震成灾机理和地震灾害学研究。

研究所现有在职职工230余人，其中，中国科学院院士4人（马宗晋、马瑾、邓起东、张培震）、中国工程院院士1人（李玶），4位科学家荣获“李四光地质科学奖”。该研究所是国务院学位委员会批准的首批硕士与博士学位授权单位，获权授予地质学、固体地球物理学的硕士与博士学位。
该所设有地震动力学国家重点实验室和活动构造与火山中国地震局重点实验室。